# Шуба Джайя
Шуба Джайя (англ. Shuba Jaya, там. சுபா ஜெய்; нар. 15 липня 1976 — пом. 17 липня 2014) — малайзійська актриса, отримала популярність беручи участь у кількох телевізійних шоу. Стала однією із жертв збиття Боїнга 777 біля Донецька 17 липня 2014 року.

## Біографія
Шуба Джайя народилася 15 липня 1976 року. Має індійські коріння а саме походить з народності Тамілів.

## Кар'єра
Шуба Джайя володіла ступенем бакалавра мистецтв в галузі комунікацій. Працювала спершу копірайтером малайзійської англомовної газети New Straits Times а опісля там же у відділі реклами. У 2009 році вона брала участь у реалізації проекту «15Malaysia», серії короткометражних фільмів на різні соціально-політичні теми. У 2010, Джайя та її батько брали участь у телевізійному реаліті-шоу «Mari Menari». У 2011 вона отримала популярність беручи участь в таких телевізійних шоу як «Spanar Jaya», «Gadis 3» і «Sugumana Sumaigal». Також з'являлася в кількох місцевих фільмах таких як «Relationship Status» (2012), «Tokak» (2013), «Fourplay, Charley's Auntie» і «Hungry for Hope».[джерело?]

## Загибель
Джайя була однією із пасажирок рейсу Malaysia Airlines Flight 17, збитого 17 липня 2014 року в ході Війни на сході України. Тоді загинули усі 298 осіб на борту.
38-річна актриса поверталася додому разом з чоловіком-голландцем — інженером Паулем Гусом та їхньою донькою. Пара гостювала в Нідерландах у батьків Гуса. Вони спеціально прилетіли познайомити бабусю і дідуся з онукою, якій виповнився рік.